# Chimarra luzonica
Chimarra luzonica är en nattsländeart som beskrevs av Banks 1913. Chimarra luzonica ingår i släktet Chimarra och familjen stengömmenattsländor. Inga underarter finns listade i Catalogue of Life.